# Бэббитт, Милтон
Милтон Байрон Бэббитт (англ. Milton Byron Babbitt; 10 мая 1916, Филадельфия — 29 января 2011, Принстон) — американский композитор и теоретик музыки.

## Биография
Родился в семье доктора экономических наук Альберта Э. Бэббита и Сары Потамкин. В 1931 году М. Бэббитт поступает на математический факультет Пенсильванского университета, затем продолжает своё образование в Нью-Йорке. После получения диплома изучает композицию, в том числе под руководством Роджера Сешенса. Во время Второй мировой войны некоторое время преподавал математику в Принстонском университете, в дальнейшем занимался исключительно музыкой. Начиная с 1950 года он участвовал в работах по созданию первого музыкального синтезатора. В 1959 году он стал одним из основателей Columbia-Princeton Electronic Music Studio. Преподавал в различных университетах, в том числе в Принстонском, профессор композиции в Джульярдской школе. Среди учеников Бэббита, в частности, Фредерик Ржевский и Хобарт Эрл.
М. Бэббитт был одним из первых композиторов, работавших в областях электронной музыки и сериализма. За свой вклад в музыкальное искусство был в 1982 году награждён Пулитцеровской премией. Премия Американского общества электро-акустической музыки (1995). Член Американской академии искусств и наук.

## Научная деятельность
Принципы своего «музыкально-математического» видения 12-тоновой музыки Бэббитт изложил в ряде публикаций начиная со второй половины 1950-х годов. Особое значение имеют статьи «12-тоновые инварианты как композиционные детерминанты» (1960) и «Структура множества как композиционная детерминанта» (1961); здесь формируется ключевое для аналитического метода Бэббитта понятие «структуры высотного множества/ряда» (англ. set structure), основанное на линейной упорядоченности высотных классов. На основе теоретических трудов Бэббитта и Ховарда Хэнсона Аллен Форт в 1970-е годы развил свою «теорию рядов» (англ. pitch-class set theory, или коротко set theory; ныне говорят о «теории Бэббитта-Форта»), которая в современном музыкознании США приобрела огромную популярность.

## Музыкальные сочинения (избранное)
- Струнное трио, 1939—1941
- Three Compositions for Piano, 1947
- Composition for Four Instruments, 1949
- Vision and Prayer для сопрано и синтезатора, на стихи Дилана Томаса, 1961
- Philomel для сопрано и синтезатора, 1964
- Phonemena, 1975
- A Solo Requiem для сопрано и двух фортепиано, 1977
- Dual для виолончели и фортепиано, 1980
- Counterparts для квинтета духовых, 1992
- Concerto Piccolino для вибрафона, 1999
- Swan Song No. 1 для флейты, гобоя, скрипки, виолончели и двух гитар, 2003
- More Melismata для виолончели соло, 2005—2006

## Научные сочинения (избранное)
- Some aspects of twelve-tone composition // The Score 12 (1955), pp. 53–61.
- Twelve-tone invariants as compositional determinants // Musical Quarterly 46 (1960), pp. 246–59.
- Set structure as a compositional determinant // Jourbal of Music Theory 5 (1961), pp. 72–94.
- The collected essays of Milton Babbitt, ed. by S. Peles a.o. Princeton, 2003 (сборник статей Бэббитта)